# Böyük Alagöl
Böyük Alagöl je jezero u Keljbadžarskom rajonu u Azerbajdžanu. Nalazi se na vulkanskoj visoravni Karabah. Njegova površina je 5.1 km2, a zapremina 24.3 km3. Böyük Alagöl se nalazi na nadmorskoj visini od 2729 metara. Površina jezera prekrivena je ledom debljine do jednog metra od početka studenog do kraja travnja. Temperatura vode je 14-15°C od lipnja do kolovoza.

## Povijest
Jezero su okupirale armenske snage nakon Prvog rata u Gorskom Karabahu i njime su upravljali kao dijelom pokrajine Shahumyan samoproglašene Republike Artsakh. Okrug Kalbajar, zajedno s jezerom, vraćen je Azerbajdžanu 25. studenog 2020. prema sporazumu o prekidu vatre u Nagorno-Karabahu iz 2020.

## Vanjske poveznice
|  | Zajednički poslužitelj ima još gradiva o temi Böyük Alagöl |

- [neaktivna poveznica]